# Nyōbō
Nyōbō (nyobo (女房?) anche nyobou) è stato il termine attribuito alle dame di compagnia giapponesi dal periodo Heian al periodo Edo. Nella lingua giapponese moderna è un sinonimo della parola "moglie".

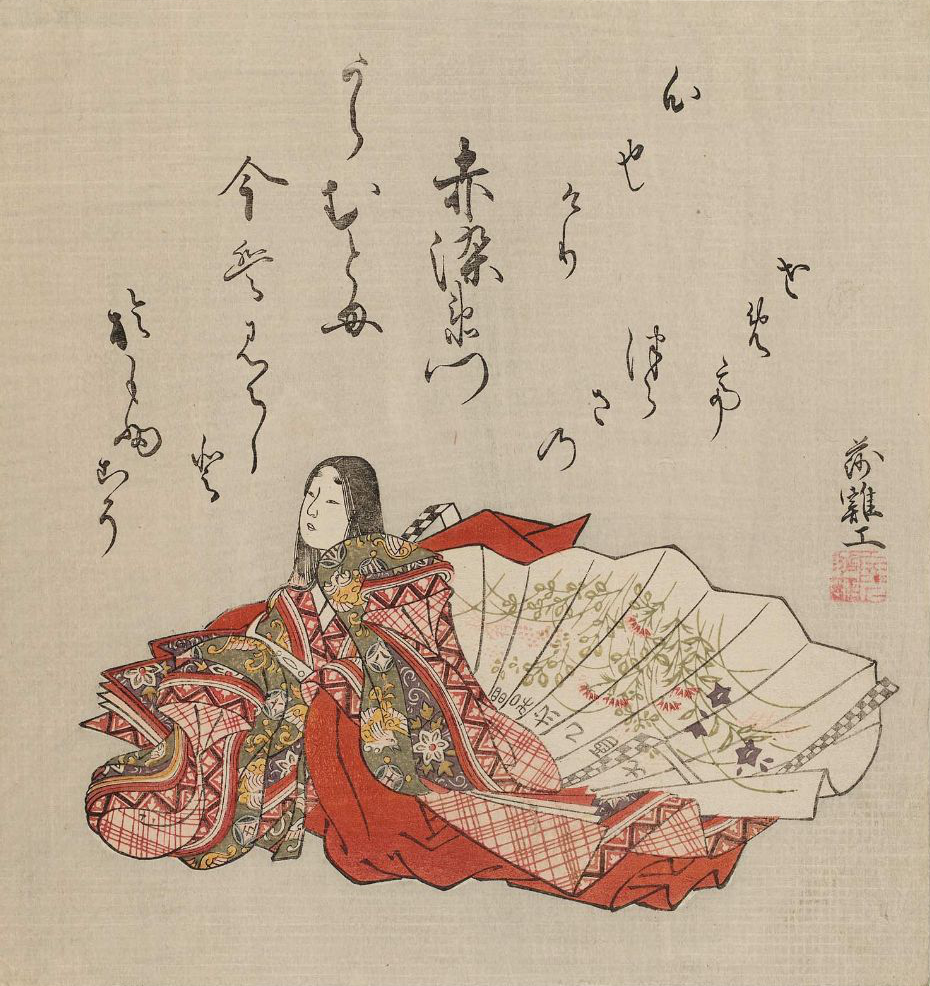
La poetessa Akazome Emon raffigurata in un'opera del 1765 di Komatsuken, è stata una nyobo a servizio dell'imperatrice Fujiwara no Shōshi durante il periodo medio Heian.

## Una dama in carriera
Il termine nyobo significa letteralmente "signora in attesa" o anche "cosa da dame", e si riferisce agli appartamenti delle dame di compagnia che servivano alla corte imperiale giapponese dal periodo Heian in poi. Le nyobo che lavoravano nel palazzo imperiale avevano due diversi nomi: la ue no nyobo era addetta al solo servizio dell'imperatore (tenno) (天皇) e si distingueva dalle nyobo che servivano l'imperatrice e la sua famiglia nei suoi alloggi privati, il kokyu (後宮). 

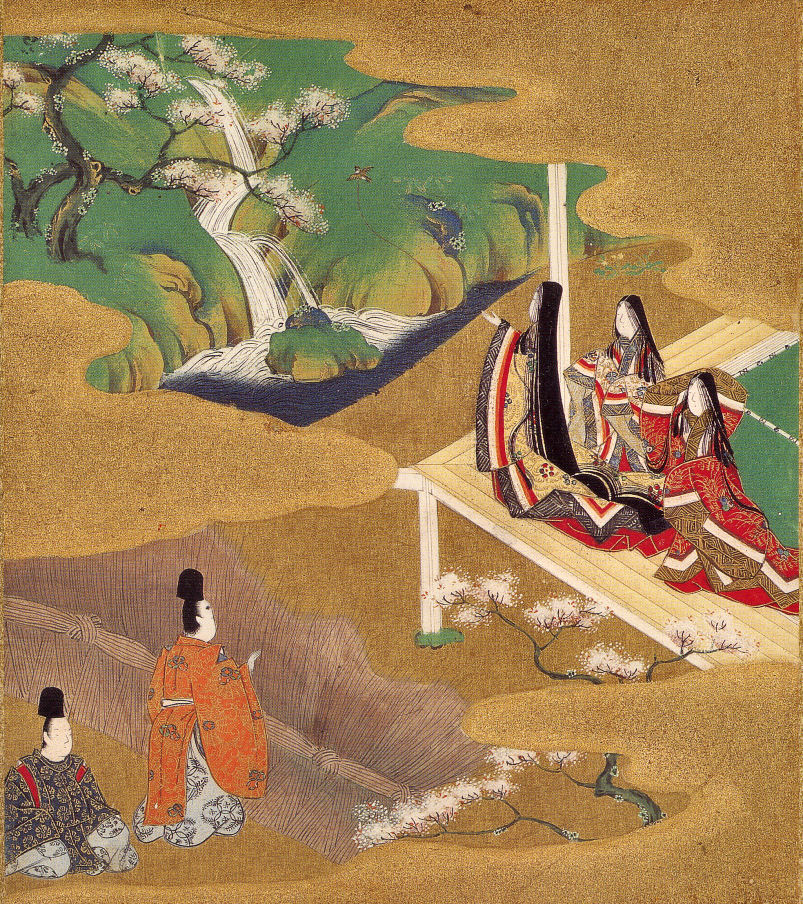
Raffinate nyobo del periodo Heian, che seguivano rigide mode d’abbigliamento con jūnihitoe, con capelli lunghi fino al suolo, pelle imbiancata e denti anneriti. Dipinto Yamato-e di Tosa Mitsuoki (scuola Tosa), tardo XVII secolo.

Nel primo periodo Heian, una  nyobo era una fanciulla di alto rango assegnata al servizio di un dei membri della famiglia imperiale o di aristocratici particolarmente illustri. Ogni nyobo si occupava di un singolo individuo che chiamava padrone. Esse oltre ad occuparsi delle faccende domestiche, a seconda del loro livello culturale, potevano svolgere diverse altre mansioni come balia, tutor di un bambino/a, segretariato e compagnia. Il concubinaggio era un altro dei loro doveri e come tali venivano chiamate hin (ヒン), intrattenendo numerose relazioni amorose. Se il loro padrone fosse stato un uomo ne erano spesso concubine; se erano a servizio di una donna, per protocollo, venivano offerte agli ospiti di quest’ultima. Qualora fossero state chieste in spose si ritiravano dal servizio a corte. Una nyobo poteva divenire chugu (中宮) imperatrice e perfino fujin (風神) consorte imperatrice di secondo rango secondo il rigido codice ritsuryo (律令).

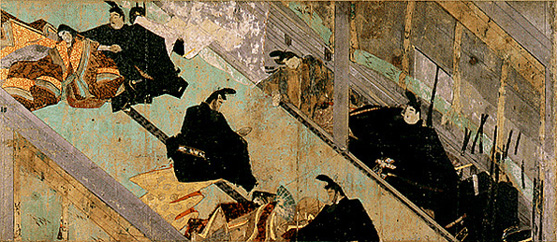
Scena di cortigiani a banchetto, ubriachi e scompigliati, mentre scherzano e flirtano con delle nyobo. Dipinto del XIII secolo, dal Murasaki Shikibu Nikki Emaki.

La vita di tutte le signore della corte imperiale si volgeva nel kōkyū (後宮), un luogo in cui l’imperatrice viveva con i suoi figli (anche i principi, fino ai sette anni), le dame di corte e le ancelle di rango inferiore. Erano alloggi o palazzi a sé stanti in cui vigevano leggi comportamentali rigidissime che variarono dal periodo Heian a quello Edo. In questi ginecei di gran lusso e raffinatezza, si perfezionarono molte forme artistiche puramente giapponesi: la letteratura giapponese, il teatro giapponese, il nō, la cura dei giardini, la moda, la cerimonia del te’, l’ikebana, la calligrafia e la pittura ad inchiostro. Erano classici passatempi delle nobildonne che, con abitudine ed esperienza, divennero sempre più sofisticati.

## La letteratura delle dame

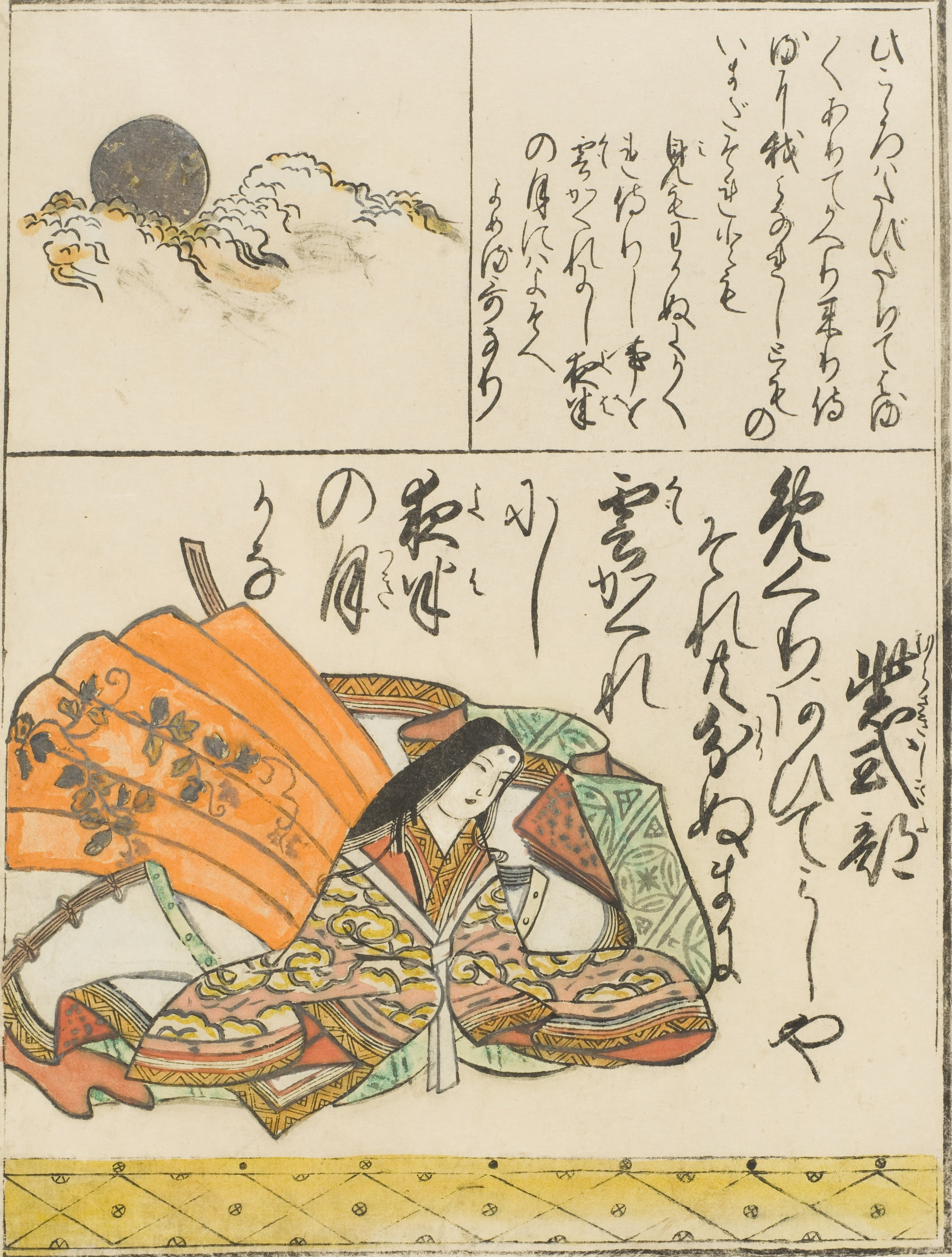
la poetessa Murasaki Shikibu

La nyobo bungaku (にょぼ文楽), letteralmente la letteratura delle cortigiane si diffuse tra il X e l’XI secolo nelle diverse corti imperiali ed ebbe una grande influenza nel bokufu bunka (国風文化), ossia la cultura storica propria del Giappone. Nel tardo IX secolo, le dame di compagnia inventarono il “onnade” (女手) che letteralmente significa mano di donna, un sillabario fonetico nativo che si contrapponeva alla lingua cinese usata esclusivamente dagli uomini. Da questo linguaggio vernacolare nacquero opere letterarie che fanno parte dei capolavori della letteratura nipponica sia in prosa che in poesia; i diari poetici tra cui il Kagerō Nikki ("Diario di un’effimera", 974 ca.) della madre di Fujiwara no Michitsuna no Haha e il Sarashina Nikki  ("Le memorie della dama di Sarashina", 1060 ca.) della figlia di Sugawara no Takasue, scritti nella forma di confessioni in cui elementi autobiografici si mescolavano a elementi fittizi; i racconti poetici (uta monogari) con il Genji Monogatari di Murasaki Shikibu (紫式部) e Note del guanciale (枕草子 Makura no Sōshi) di Sei Shōnagon (清少納言), diari amorosi tra cui il Diario di Izumi Shikibu di Izumi Shikibu (和泉 式部 ?), la collezione poetica Eiga monogatari di Akazome Emon (赤染衛門) come anche antologie di poesie waka.

## Galleria d'immagini

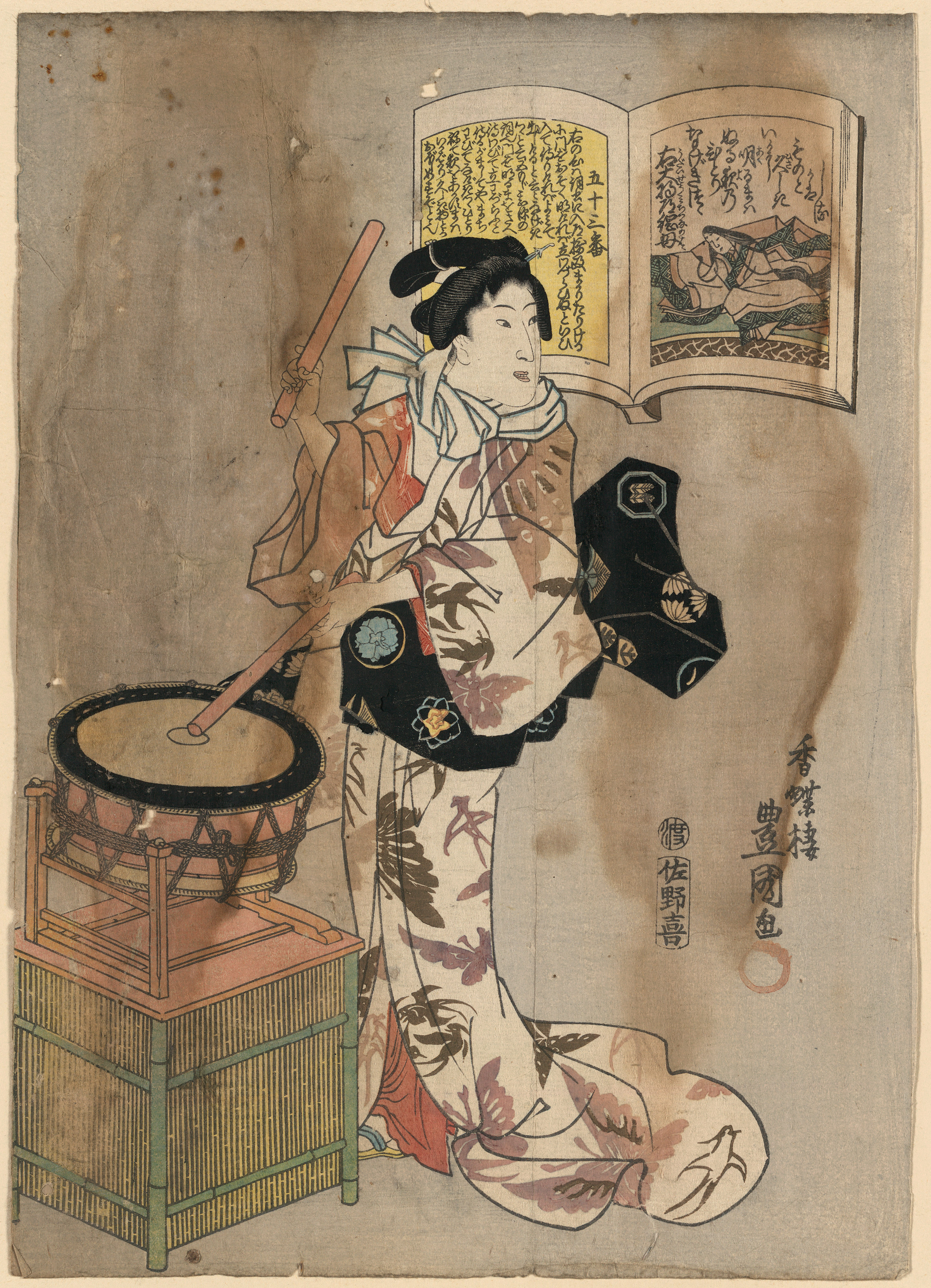
Ritratto della poetessa conosciuta col nome di madre di Fujiwara no Michitsuna autrice del diario “Kagerō nikki “.
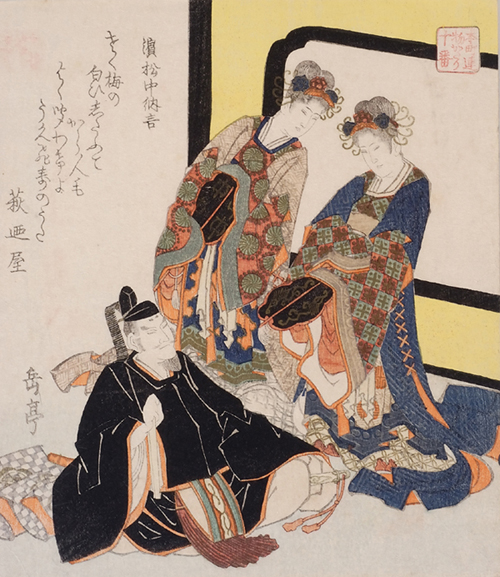
Scena dal “Hamamatsu Chūnagon Monogatari” attribuito a Sugawara no Takasue, ukiyo-e, collezione del museo di arte giapponese di Tikotin in Giappone.
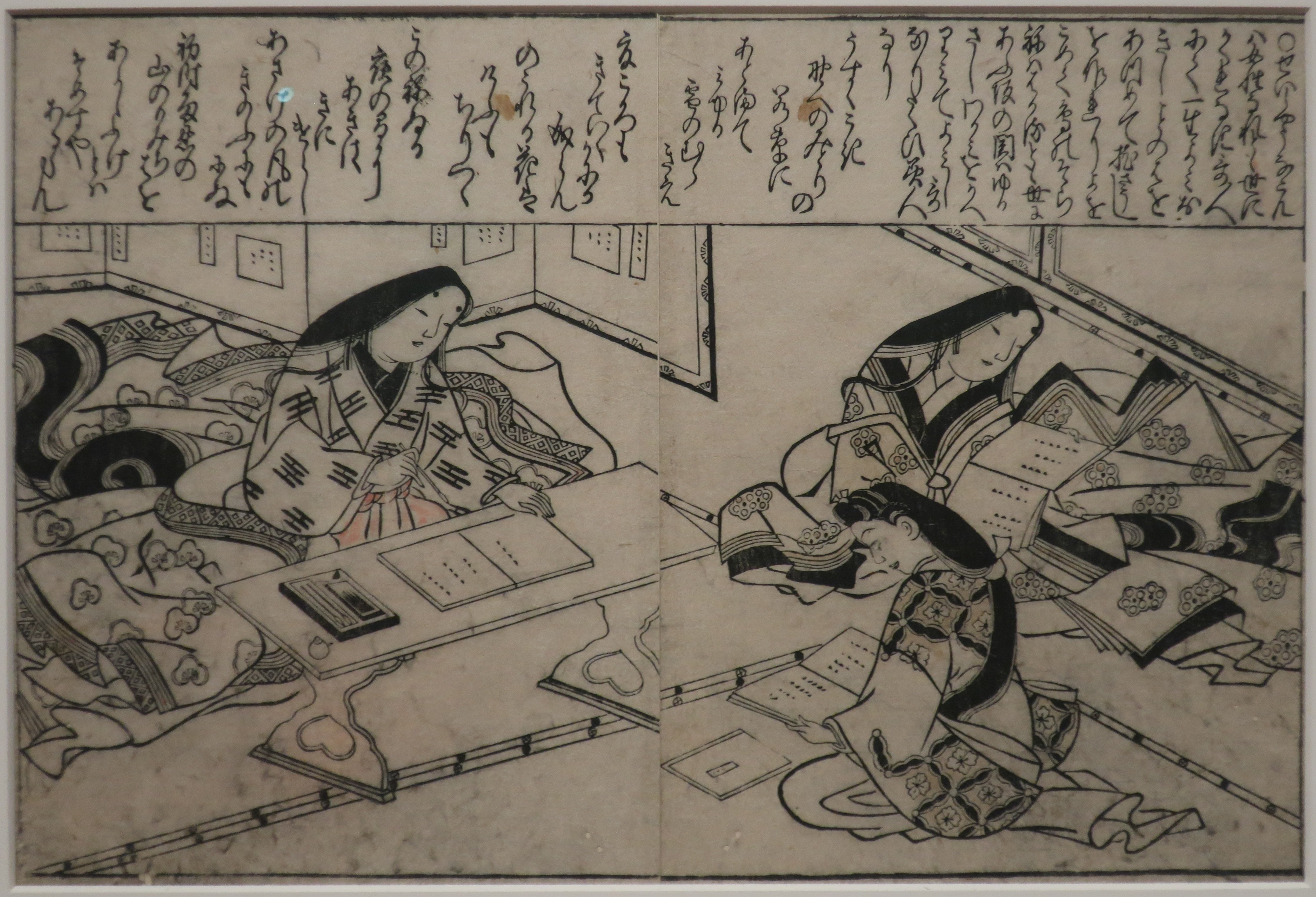
La poetessa Sei Shōnagon con le sue allieve.
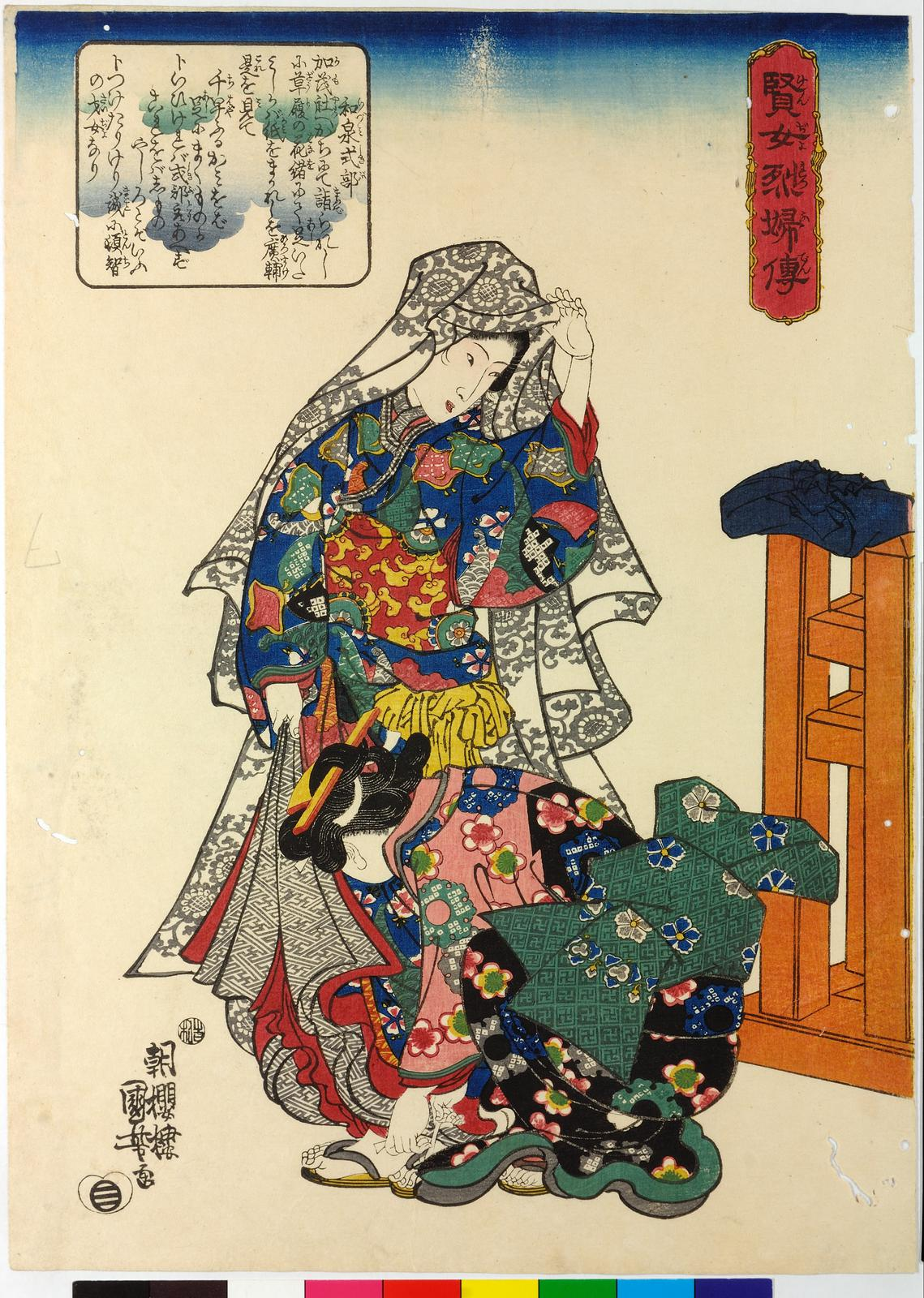
Ritratto della poetessa Izumi Shikibu, soprannominata Ukarejō (浮かれ女 ?, dama svolazzante) per le sue tante avventure amorose.
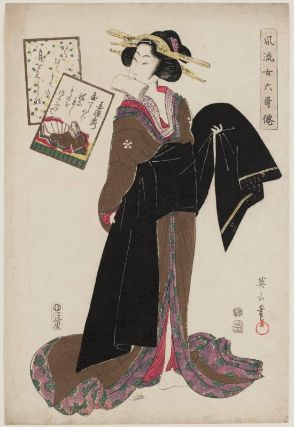
Rappresentazione di Akazome Emon, incisione su legno di Kikugawa Eizan, 1811.
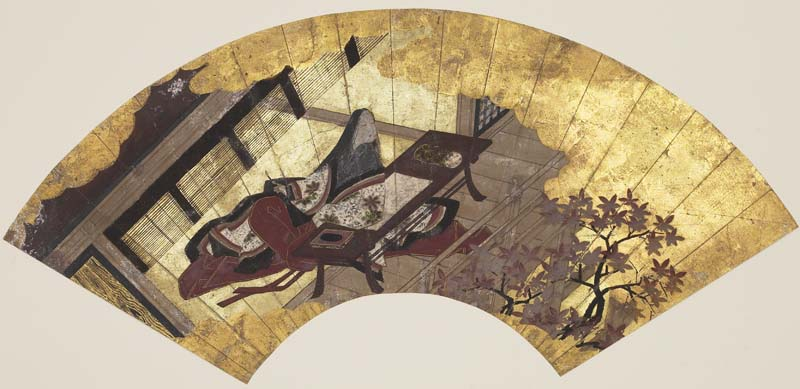
Ventaglio in carta, oro e inchiostro (XVII secolo) che rappresenta Murasaki mentre scrive.
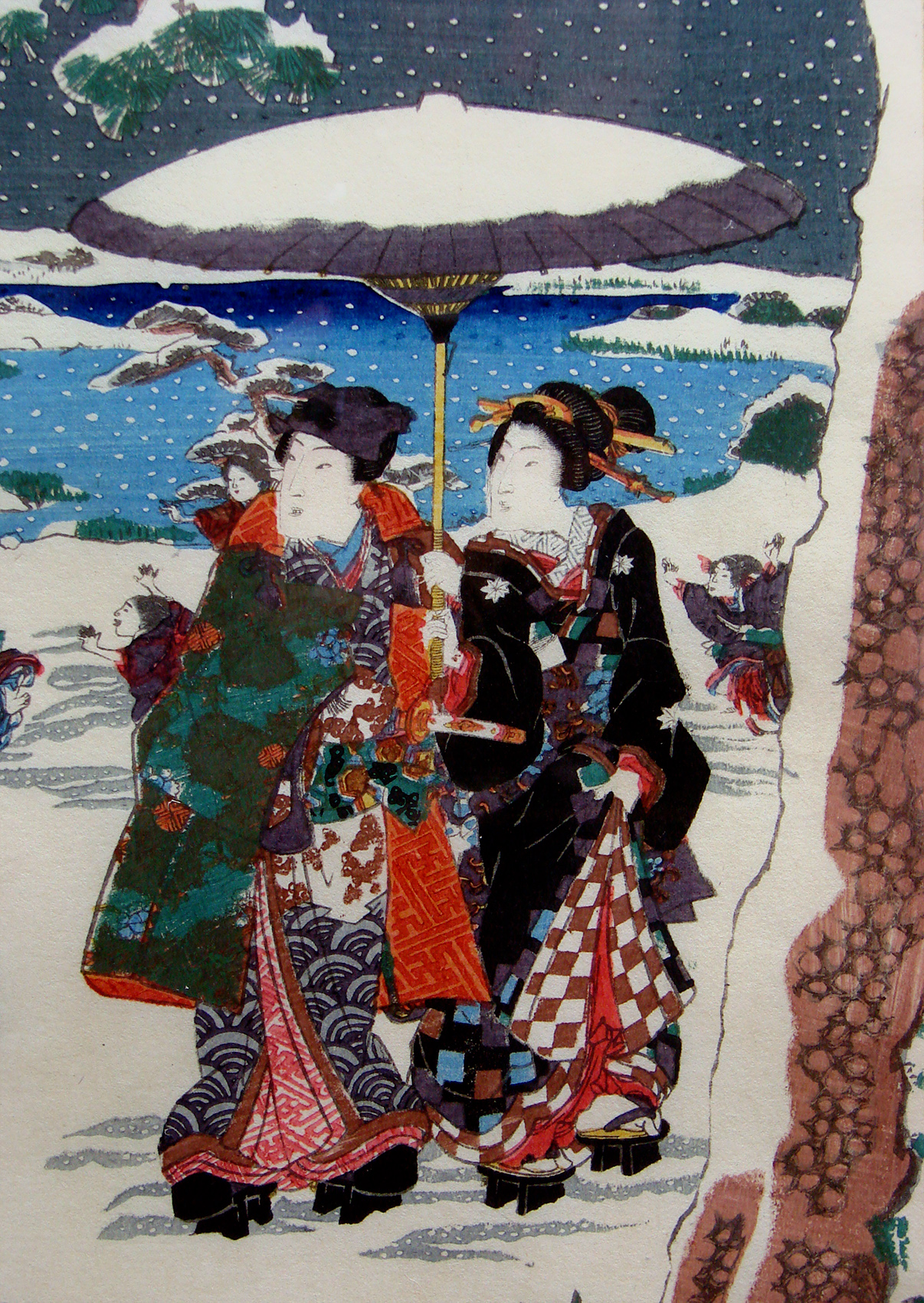
Nyobo a passeggio nella neve, illustrazione dal Genji monogatari.